# 胡汉泉
胡汉泉（1918年—2005年），男，北京人，中国真空电子技术和微波真空电子器件专家，曾任北京真空技术研究所教授级高级工程师，第五届全国人大代表。

## 家庭
父亲胡鸿猷。